# Четврта крајишка ударна бригада
Четврта крајишка бригада формирана је од батаљона „Гаврило Принцип”, „Старац Вујадин” и „Будућност”, и Омладинске чете Петог крајишког НОП одреда 9. септембра 1942. у Тичеву код Босанског Грахова.
За команданта Бригаде постављен је Милутин Морача, за политичког комесара Никола Котле, за заменика команданта Цветко Цвијо Орашчић (погинуо 1943. у источној Босни), за заменика политичког комесара Милан Трнинић, за обавештајног официра бригаде Нико Ђурић, а за интенданта бригаде Илија Миљевић. Почетком октобра за начелника штаба постављен је Васо Јовановић, који је, крајем истог месеца, повучен у Прву пролетерску бригаду, а на његово место постављен је Месуд Хотић.
Бригада је била под командом Оперативног штаба за Босанску Крајину од 9. септембра до 9. новембра 1942. При формирању Пете крајишке дивизије 9. новембра 1942. бригада је ушла у њен састав, у којем је остала до краја рата.
Септембра 1943, приликом преформирања Првог босанског корпуса у Трећи и Пети корпус НОВЈ, дотадашњи командант бригаде Милутин Морача именован је за команданта Пете крајишке дивизије, а за команданта Четврте крајишке бригаде именован је Раде Зорић, до тада заменик команданта бригаде.
Четврта крајишка бригада одликована је Орденом заслуга за народ са златном звездом, Орденом партизанске звезде са златним венцем и Орденом братства и јединства са златним венцем.

## Борбени пут бригаде
У септембру и октобру дејствовала је на подручју Босанског Грахова, у околини Кључа и Бихаћа, а затим у долини Сане кад је заузела Врхпоље и водила борбе око Санског Моста. Од 10. до 20. децембра учествовала је у нападу на Сански Мост, затим до средине јануара 1943. чистила од четника просторију Марићка, Бронзани Мајдан, Перван.
У Четвртој непријатељској офанзиви, од 26. јануара до 8. фебруара заједно са Првом крајишком бригадом водила је тешке борбе на правцу Кључ-Босански Петровац против главнине немачке 717. дивизије, а у другој половини фебруара на правцу Кључ-Милиниште против главнине 369. дивизије. Почетком марта њени делови заједно са Осмом крајишком бригадом и једним батаљоном Седме крајишке бригаде воде борбе на планини Шатору са деловима немачке 7. СС дивизије „Принц Еуген”. Почетком априла учествовала је у разбијању делова Динарске четничке дивизије у Книнској крајини, а од 10. до 15. априла води борбе код Босанског Петровца против немачког 741. пука 114. ловачке дивизије, затим за Гламоч, а у мају у средњој Босни са Првом крајишком бригадом против четника у рејону Котор Вароши и Прњавора. У покрету у сусрет Главној оперативној групи Врховног штаба која се пробијала са Зеленгоре у источну Босну, ослободила је 17. јуна Фојницу и Крешево; 28-30. јуна учествује у нападу Пете дивизије на рудник Какањ и железничку пругу Сарајево-Зеница, а у првој половини јула води борбе на просторији Вареш, Звијезда планина, Озрен планина с јединицама 7. СС дивизије „Принц Еуген” и 7. домобранске пуковније. У оштрим борбама 22-25. августа са Трећом крајишком и деловима Једанаесте крајишке бригаде заузела је Бугојно, кад је похваљена од Врховног команданта. Потом се истакла у борбама за ослобођење Рудог 25. октобра, Прибоја 29. октобра, с Немцима и четницима на Златибору 13-17. новембра, у заузимању Нове Вароши 26-27. новембра и у току источнобосанске зимске операције.
Од средине марта до друге половине маја 1944. учествовала је у продору Друге и Пете дивизије у Србију и истакла се у борбама код Прибоја, за прелаз реке Ибра, на Повлену, Маљену, на сектору Варда-Ражана и остало. У Андријевичкој операцији водила је тешке борбе 24-26. јула у рејону Мурина и Чакора. У продору Оперативне групе дивизија у Србију учествовала је од 8. до 9. августа у разбијању четника на Копаонику. До краја вгсута извршила је низ диверзија на прузи и  друму Косовска Митровица-Краљево, учествовала у заузимању Биљановца 7. септембра, Јардана 8. септембра, Ивањице 10. септембра, Аранђеловца 20. септембра, железничке станице Ковачевцац 9. октобра, Младеновца 12. октобра, а од 14. до 20. октобра у борбама за ослобођење Београда, кад је похваљена од Врховног команданта. Попуњена новим борцима из Србије, бригада је 30. новембра кренула из Земуна и Пазове на Сремски фронт. До 28. марта 1945. водила је борбе у рејону села Пустаре, Сотина, Отока и Товарника. Потом је, наступајући на запад преко Шапца и Бијељине, ослободила Брезово Поље 6. априла, Жупању (са 1. крајишком бригадом) 13. априла, а 20. априла учествовала у ослобођењу Славонског Брода. У гоњењу непријатеља преко Мославине, Загорја, и Штајерске, стигла је 13. маја у рејон Шоштања, где је учествовала у заробљавању и разоружавању делова немачке групе армија Е.

## Народни хероји Четврте крајишке бригаде
Неки од бораца Четврте крајишке ударне бригаде, проглашени за народне хероје Југославије су:
- Симо Бајић, командант батаљона
- Вид Бодирожа Вицука, командант бригаде
- Светозар Качар, политички комесар бригаде
- Милутин Морача, први командант бригаде
- Душан Ћубић, команднат Трећег батаљона